# 四个现代化
四个现代化，簡稱四化，即“工业现代化、农业现代化、国防现代化、科学技术现代化”，是中国共产党及中华人民共和国1950年代至1960年代提出的国家战略目标。 周恩来于1954年9月的第一届全国人民代表大会一次会议所作的《政府工作报告》中提出“四个现代化”的概念，改革开放后邓小平将实现“四个现代化”作为了党和政府工作的重心、进而提出了“小康”及“小康社会”的概念。

## 历史演变

### 毛泽东时期
从1949年中华人民共和国成立到1954年，毛泽东等中共领导人逐步提出国家现代化的目标。1953年12月，中国共产党在过渡时期总路线的宣传和学习提纲中，指出一五计划的基本任务“是集中主要力量发展重工业，建立国家工业化和国防现代化的基础”。1954年9月，周恩来在一届全国人大一次会议上所作的《政府工作报告》中：“如果我们不建设起强大的现代化的工业、现代化的农业、现代化的交通运输业和现代化的国防，我们就不能摆脱落后和贫困，我们的革命就不能达到目的。” 

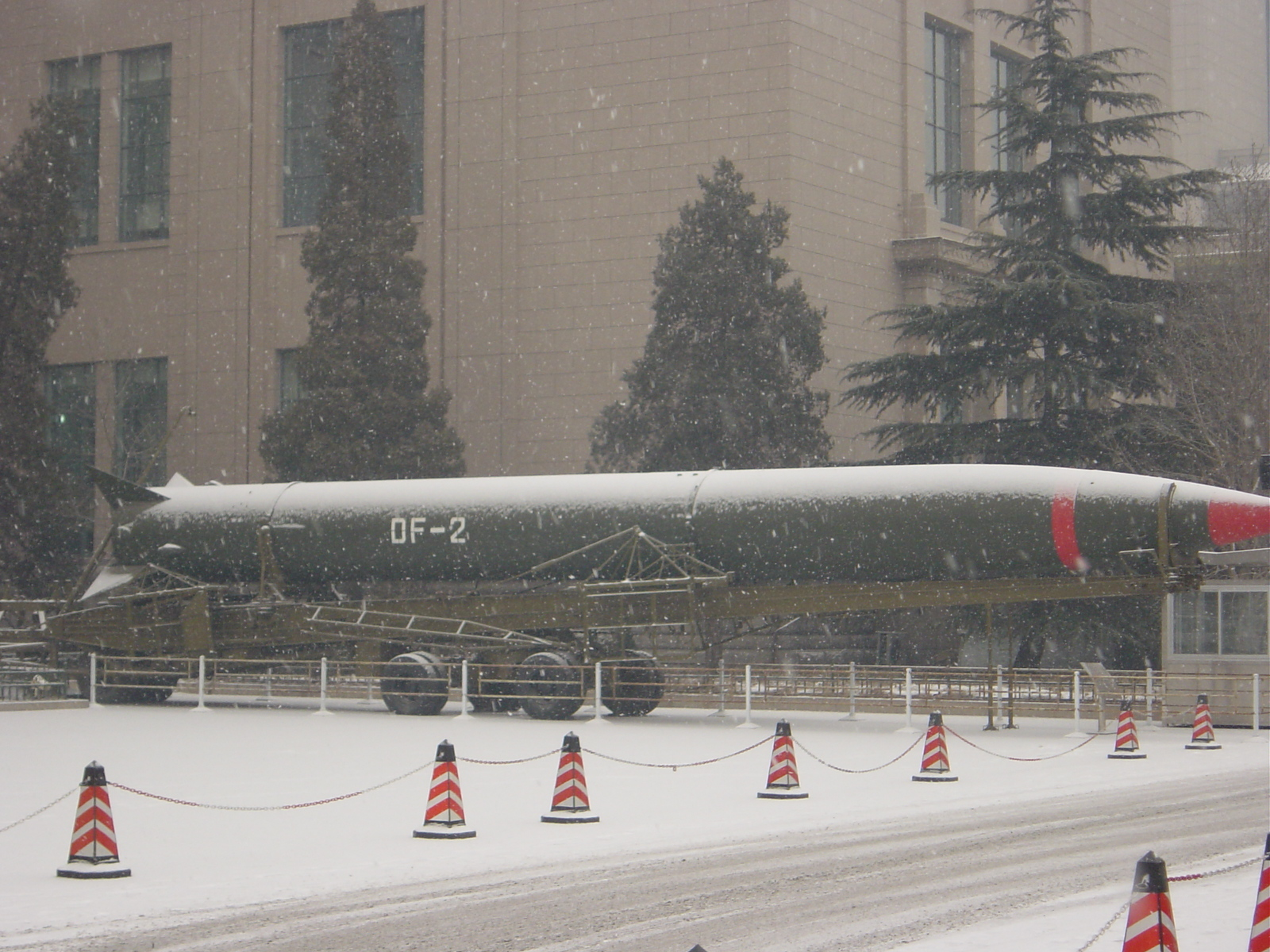
東風-2短程彈道导彈，摄于中国人民革命军事博物馆

1957年2月27日，毛泽东在《关于正确处理人民内部矛盾的问题》的讲话中说：“将我国建设成为一个具有现代工业、现代农业、现代科学文化的社会主义国家。”1957年3月12日，毛泽东在中国共产党全国宣传工作会议上的讲话中说：“我们一定会建设一个具有现代工业、现代农业和现代科学文化的社会主义国家。”1958年5月，中共八大二次会议正式提出社会主义建设的总路线，在继续完成经济、政治和思想战线上的社会主义革命的同时，逐步实现技术革命和文化革命；在重工业优先发展的条件下，工业和农业同时并举：尽快地把我国建设成为一个具有现代工业、现代农业和现代科学文化的社会主义国家。1958年6月，毛泽东指出：“没有现代化工业，哪有现代化国防?自力更生为主，争取外援为辅，破除迷信，独立自主地干工业、干农业、干技术革命和文化革命，打倒奴隶思想，埋葬教条主义，认真学习外国的好经验，也一定研究外国的坏经验—— 引以为戒，这就是我们的路线。经济战线上如此，军事战线上也完全应当如此。1958年7月7日，周恩来在新会县干部会议上提出：“把中国建设成为一个具有现代工业、现代农业、现代科学文化、现代国防的强大的社会主义国家”。 1959年12月到1960年2月，毛泽东在读苏联《政治经济学教科书》时说：“建设社会主义，原来要求是工业现代化，农业现代化，科学文化现代化，现在要加上国防现代化。”由此，毛泽东首次较完整提出了“四个现代化”的内容。
1960年1月19日，周恩来在接见参加全国民兵工作会议、全国体育工作会议的全体人员时强调：“把我们的国家建成工业、农业、科学文化和国防现代化的国家”的历史任务。2月23日，周恩来在读《政治经济学教科书》时发表谈话， 明确提出“四个现代化”这个概念。1961年9月， 中共中央在《关于当前工业问题的指示》中采用了“四个现代化”这个表述，提出要“把我国建设为一个具有现代工业、现代农业、现代国防和现代科学文化的社会主义国家”。1962年12月24日，周恩来在接见出席冶金、水利、华侨农场等七个专业工作会议的代表时，总结“大跃进”以后的教训，强调我们的任务是“以农业为基础，工业为主导，两者必须很好地结合起来，才能实现农业、工业、科学文化和国防四个现代化。”1963年元旦，《人民日报》发表社论，沿用“在一定历史时期内，以比较短的时间把我国建设成为一个具有现代工业、现代农业、现代科学文化、现代国防的伟大的社会主义国家”的提法。1963年1月28日，周恩来在中共上海市委召开的各界民主人士春节座谈会上，“为实现我国的农业现代化、工业现代化、国防现代化和科学技术现代化的目标而奋斗。”1月20日，周恩来在上海市科学技术工作会议上强调：“我们要实现农业现代化、工业现代化、国防现代化和科学技术现代化，把我们祖国建设成为一个社会主义强国，关键在于实现科学技术的现代化。”这里，周恩来把“科学文化现代化”改为“科学技术现代化”，正式形成“四个现代化”的完整的表述。1963年8月23日，周恩来在讨论《关于工业发展问题(初稿)》时，强调“必须瞻前顾后，有一个远期的奋斗目标”。他说：“我看不要把走在世界最前列作为重点，还是提四个现代化。是否可以提，用二十三年的时间或者是在二十世纪内实现四个现代化，把我国建设成为世界先进的社会主义强国?”中共中央在《关于工业发展问题》中采用了这种提法，提出“在一个不太长的历史时期内把我国建设成为一个农业现代化、工业现代化、国防现代化和科学技术现代化的伟大的社会主义国家。”1963年9月6日到9月27日召开的中共中央工作会议专门讨论了工业发展方针的问题。周恩来提出分两步走实现“四个现代化”的设想。他说，经过1963至1965年贯彻调整、巩固、充实、提高的方针之后，“我们打算搞一个十五年的设想，就是基本上建立一个初步的独立的国民经济体系或工业体系，然后再有十五年左右，在二十世纪内，建成一个现代化农业、现代化工业、现代化国防、现代化科学技术的社会主义强国。”1963年9月30日，周恩来在国庆14周年招待会上宣布：“中国人民一定能够克服前进道路上的困难，在一定的历史时期，把我国建设成为一个农业现代化、工业现代化、国防现代化和科学技术现代化的伟大的社会主义强国。”1963年10月1日，《人民日报》发表纪念新中国成立14周年社论，确认这个提法并向全国人民公布这一伟大目标。 
1963年8月6日，薄一波在各部委负责人会议上所谈的主要内容有，“原打算1963年开始第三个五年计划，现在不搞了，1966年开始。这3年的调整，着重于充实、巩固、提高，填平补充，成龙配套。”由于第三个五年计划1963年不能出台，所以才在全国人民代表大会会议上将第三个五年计划的目标“四个现代化”作了公布。 1963年11月17日到12月3日召开的第二届全国人民代表大会第四次会议号召全国人民“奋发图强，自力更生，为把我国建设成为一个具有现代农业、现代工业、现代国防和现代科学技术的强大的社会主义国家而奋斗。”
1964年12月，中国共产党中央委员会主席毛泽东在修改中华人民共和国国务院总理周恩来在第三届全国人民代表大会第一次会议上代表国务院所作的《政府工作报告》时表示：“我们必须打破常规，尽量采用先进技术，在一个不太长的历史时期内，把我国建设成为一个社会主义的现代化的强国。”1964年12月20日到1965年1月4日，第三届全国人民代表大会第一次会议举行，周恩来在会上向全国人民宣布实现“四个现代化”的任务：
今后发展国民经济的主要任务，总的来说，就是要在不太长的历史时期内，把我国建设成为一个具有现代农业、现代工业、现代国防和现代科学技术的社会主义强国，赶上和超过世界先进水平。为了实现这个伟大的历史任务，从第三个五年计划开始，我国的国民经济发展，可以两步来考虑：第一步，建立一个独立的比较完整的工业体系和国民经济体系；第二步，全面实现农业、工业、国防和科学技术的现代化，使我国经济走在世界的前列。
1965年9月，中共中央在《关于第三个五年计划安排情况的汇报提纲(草稿)》中提出，实现工业、农业、国防、科学技术的现代化，是长期的持续的奋斗过程，四个现代化是相互联系、相互促进、交叉进行的。
1975年1月，在第四届全国人民代表大会第一次会议上，周恩来遵照毛泽东的指示，在《政府工作报告》中重申了在第三届全国人民代表大会第一次会议《政府工作报告》中提出的分两步走、全面实现四个现代化的战略。周恩来在《政府工作报告》中宣布：“从第三个五年计划开始，我国国民经济的发展，可以按两步来设想：第一步，用十五年时间，即在一九八〇年以前，建成一个独立的比较完整的工业体系和国民经济体系；第二步，在本世纪内，全面实现农业、工业、国防和科学技术的现代化，使我国国民经济走在世界的前列。”

### 邓小平时期

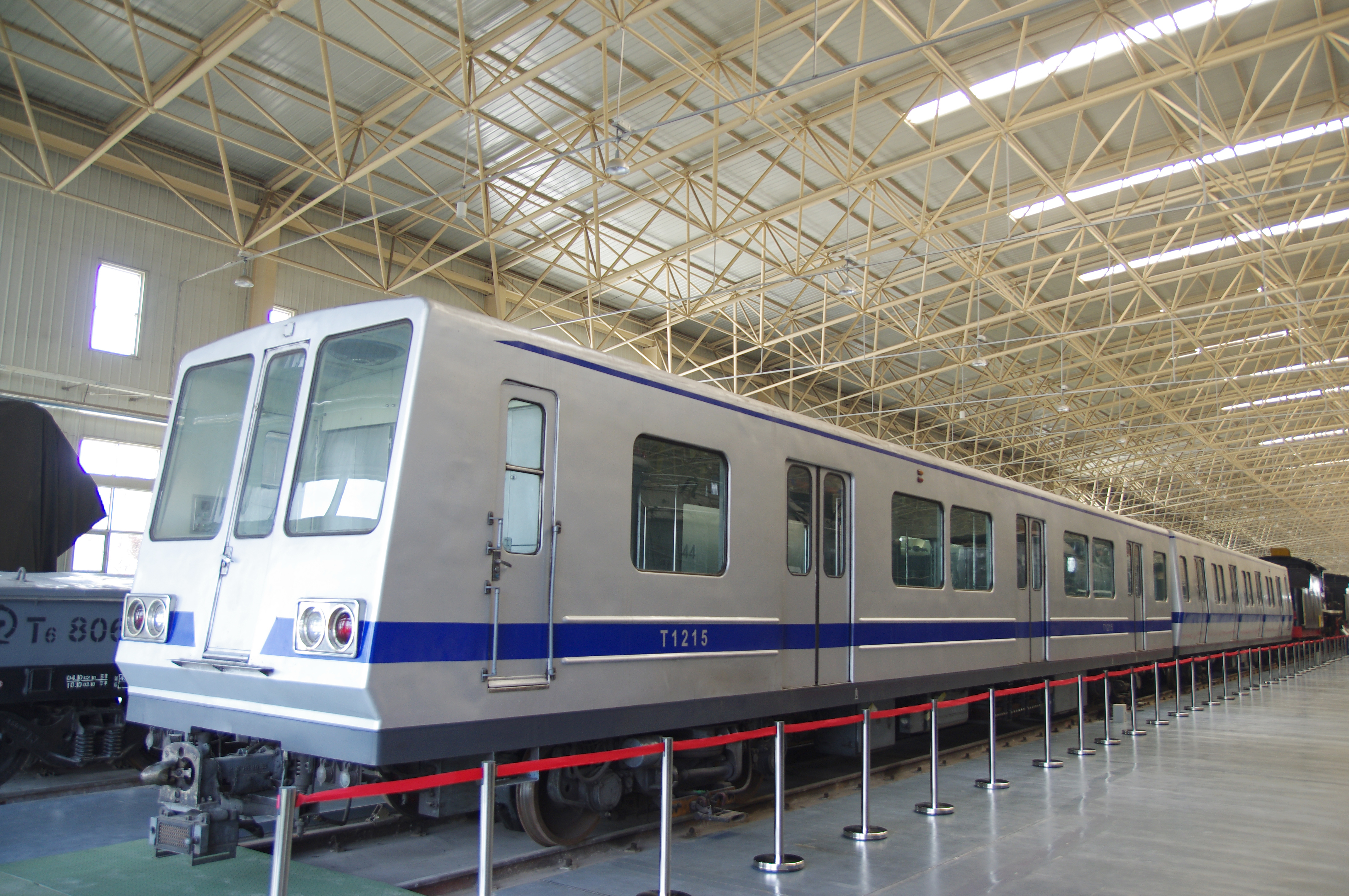
八五期間北京地鐵通車。此为中国铁道博物馆收藏的北京地铁T1215电动车组

1977年8月12日至18日召开的中共十一大和1978年2月26日至3月5日召开的五届全国人大一次会议，都重申在20世纪末实现农业、工业、国防和科学技术现代化的奋斗目标。 

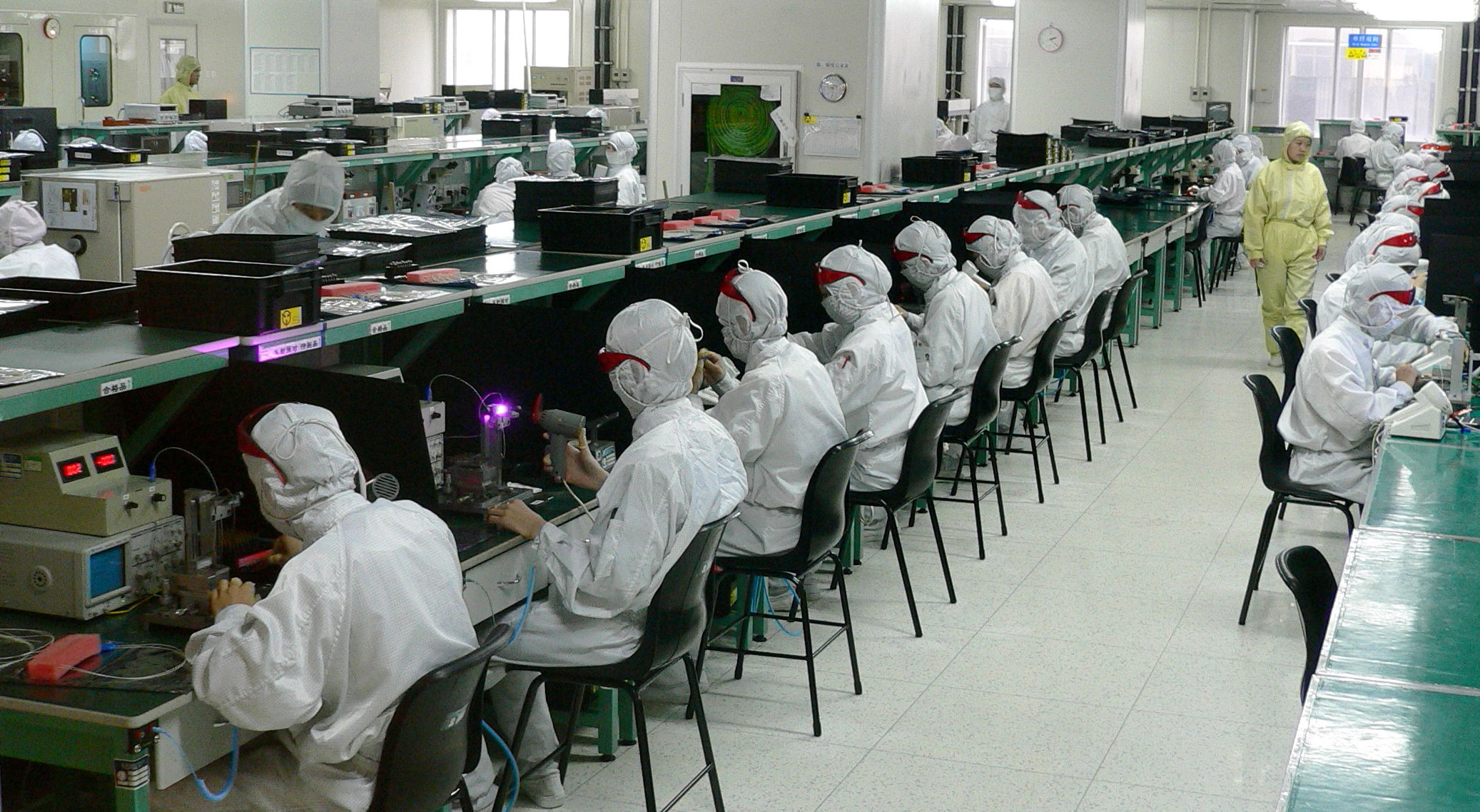
深圳經濟特區的富士康工廠

1979年12月，邓小平在会见日本首相一行期间，提出了实现“小康”的概念： 
“我们要实现的四个现代化，是中国式的四个现代化。我们的四个现代化的概念，不是像你们那样的现代化的概念，而是‘小康之家’。到本世纪末，中国的四个现代化即使达到了某种目标，我们的国民生产总值人均水平也还是很低的。要达到第三世界中比较富裕一点的国家的水平，比如国民生产总值人均1000美元，也还得付出很大的努力。就算达到那样的水平，同西方来比，也还是落后的。” 
1982年，中国共产党第十二次全国代表大会正式引用了“小康”这一概念，并把它作为二十世纪末的战略目标。 在“小康社会”人民的生活达到“小康水平”，这是指在温饱的基础上，生活质量进一步提高，达到丰衣足食。
1989年5月31日，鄧小平要改換領導層，組成一個實行改革的有希望的領導集體時提到：
「我們政治局、政治局常委會、書記處的同志，都是管大事的人，考慮任何問題都要著眼于長遠，著眼於大局。……對我們這個集體，人民基本上是滿意的，主要是因為我們搞了改革開放，提出了四個現代化的路線，而且真正幹出了實績。……關門可不行啊，中國不可能再回到過去那種封閉時代。那種封閉的方式也造成了災難啊，例如“文化大革命”。在那種狀態下，經濟不可能發展，人民生活不可能改善，國家力量也不可能增強。現在世界的發展一日千里，每天都在變化，特別是科學技術，追都難追上。」

## 評價
1981年中國國民黨第十二次全國代表大會中，通過了「貫徹以三民主義統一中國案」，當中即批評共產黨倡言「四化」卻“贫困日甚”。
|                                                                      | 中共師承馬列邪说，出賣民族，摧殘文化，成為近六十年來中國一切禍亂的根源，雖屢次誓言服膺三民主義，表面上標榜國家統一，實際上卻破壞國家統一。觀夫中共於北伐、抗戰前後所作之聲明，其言行相悖，可為佐證。自其竊據大陸以來，更積三十一年來的罪惡，造成政治腐敗、文化落後、社會混亂；倡言「四化」而貧困日甚，叫囂「安定」而內鬥不已。由此證明共產主義完全破產，共產制度徹底失敗。 |
| ——中國國民黨第十二次全國代表大會通過重要議題：貫徹以三民主義統一中國 | |